# Friedrich Schultz (Admiral)
Friedrich Schultz (* 14. Januar 1865 in Seelitz; † 24. März 1945 in Naumburg (Saale)) war ein deutscher Admiral der Kaiserlichen Marine.

## Leben
Friedrich Schultz trat im April 1881 in die Kaiserliche Marine ein. Im weiteren Verlauf seiner Militärkarriere war er ab September 1905 als Fregattenkapitän für ein Jahr Kommandant der Medusa. Anschließend war er bis September 1909 Präses des Torpedoversuchskommandos. Ab Oktober 1906 war er bis Juli 1908 zeitgleich Kommandant der Vineta und wurde in dieser Position am 27. April 1907 zum Kapitän zur See befördert. Anschließend war er bis September 1908 Kommandant der Schlesien. Er übernahm erneut die Vineta und blieb in der Kommandierung bis Februar 1909. Von März 1909 bis September 1909 war er Kommandant der Friedrich Carl. Anschließend war er bis September 1911 Kommandant der Lothringen. Am 1. November 1911 erfolgte seine Ernennung zum Kommandanten der Befestigungen des Reichskriegshafens Wilhelmshaven und in dieser Eigenschaft wurde er am 27. Januar 1912 zum Konteradmiral befördert.
Nach Ausbruch des Ersten Weltkriegs übernahm Schultz am 7. November 1914 ein Feldkommando als Kommandeur der neu aufgestellten 2. Marine-Division an den Westfront. Am 17. Juni 1915 wurde er zum Vizeadmiral befördert und war dann vom 26. August bis zum 18. Dezember 1915 Chef des IV. Geschwaders. Zeitgleich war er vom 26. August 1915 bis zum 11. Januar 1916 mit der Oberleitung in der östlichen Ostsee beauftragt. Mit der Einrichtung der Dienststelle des Befehlshabers der Aufklärungsstreitkräfte der Ostsee (B. d. AdO.) am 11. Januar 1916 besetzte er diesen Dienstposten. Im Juni 1916 kehrte Schultz auf seinen ehemaligen Posten als Festungskommandant Wilhelmshaven zurück und war vom 20. Februar bis zum 12. April 1917 beim Marinekorps Flandern mit der Vertretung des Kommandeurs der 1. Marine-Division beauftragt. Anschließend zur Verfügung des Marinekorps gestellt, wurde er am 10. Januar 1918 zum Kommandeur dieser Division ernannt.
Nach Kriegsende war Schultz ab dem 13. Dezember 1918 mit der Abwicklung des Marinekorps Flandern beauftragt und stand vom 1. bis zum 12. Februar 1919 zur Verfügung des Staatssekretärs des Reichsmarineamtes. Anschließend zur Disposition gestellt, erhielt er am 4. September 1919 den Charakter als Admiral.